# جون وايس
جون وايس (بالإنجليزية: John Weiss)‏ هو كاتب أمريكي، ولد في 28 يونيو 1818 في بوسطن في الولايات المتحدة، وتوفي في 9 مارس 1879.